# 다쓰노번
타츠노번(일본어: 龍野藩 たつのはん[*])은 하리마국 타츠노 주변을 다스린 번이다. 번청은 타츠노성 (현 효고현 타츠노시)에 있다.

## 번의 역사
에도 시대 초기에는 하리마 일국을 지베하는 히메지번 이케다씨가 다스리는 지역이었다. 겐나 3년 (1617년), 이케다 토시타카가 33세의 나이로 사망하자, 후계자 요시타카 (후의 미츠마사)는 어린 나이였기 때문에, 돗토리번으로 전봉되었다. 하리마의 수령은 마츠다이라 노부야스의 딸 오코인(峯高院)이 시집간 오가사와라 히데마사의 아카시번 10만석, 묘코인이 시집간 혼다 타다마사의 히메지번 15만석 및 그 헤야즈미료 10만석이다. 또한, 타다마사의 차남 혼다 마사토모의 타츠노번 5만석과 도쿠가와 이에야스의 딸 료쇼인의 유령을 분배한 아코번 3만 5천석, 히라후쿠번 2만 5천석, 야마사키번 3만 8천석과 이케다씨 일족의 이카루가번 1만석, 하야시다번 1만석 등 중소번으로 분할되었다. 이 중 타츠노에는 카즈사국 오타키번에서 후다이 다이묘 혼다 마사토모가 5만석으로 입봉하고 타츠노번이 입번했다.
간에이 3년 (1626년), 친형이자 히메지번주인 혼다 타다토키가 후계자 없이 사망했기 때문에, 마사토모는 간에이 4년 (1627년)에 종가인 히메지번을 계승했다. 대신 타다토키의 조카 오가사와라 나가츠구가 타츠노번 5만석과, 타다토키의 아내 센히메의 화장료의 10만석 중 1만석을 주어, 총 6만석을 가지고 입봉했다. 나가츠구는 간에이 9년 (1632년), 2만석의 가증을 받아 부젠국 나카츠번으로 전봉되었다. 이로 인해 한때 타츠노는 막부 직할령이 되었다.
간에이 10년 (1633년), 오카베 노부카츠가 미노국 오가키번에서 5만 3천석으로 입봉했다. 그러나 간에이 13년 (1636년)에는 셋츠국 타카츠키번으로 전봉되었다. 이로써 다시 막부령이 되었다.
간에이 14년 (1637년), 말기양자를 인정할 수 없었던 토자마 다이묘 교고쿠 다카카즈가 이즈모국 마츠에번에서 6만석으로 입봉했다. 타카카즈는 만지 원년 (1658년), 사누키국 마루가메번에 전봉되었다. 타츠노령은 세번째 막부령이 되었고, 타츠노성도 파괴되었다.
간분 12년 (1672년), 시나노국 이이다번에서 와키자카 야스마사가 5만 3천석으로 입봉했다. 막부로부터 성의 재건을 허가받아 타츠노성이 다시 재건되었다. 와키사카가는 원래 토자마 다이묘였으나, 야스마사는 노중 홋타 마사모리의 차남이었기 때문에, 덴나 3년 네가이후다이가 되었다. 이후 와키사카가는 정규 후다이로 바뀌었다. 호에이 6년 (1709년) 3대 야스즈미가 계승했을 때, 동생 야스토시에게 2천석을 분봉해주어 5만 1천석이 되었고, 이후 타츠노번의 공식녹봉이 되었다. 8대 야스타다는 28년 동안 지샤부교를 지내며 노중까지 차근차근 올라갔다. 지샤부교 시기에는 니시혼간지의 소동을 판정하는 등 불교계의 기강 잡기에 힘썼다. 노중 시대에는 타지마국 이즈시번의 센고쿠 소동을 처단. 가로 센고쿠 히사토시의 옥문, 번의 고쿠다카를 반감하는 등의 놀라운 솜씨를 발휘했다. 이 때문에 "5만석이라도 와키사카님은 하나노에도에서 지혜의 머리"라고 칭송받았다. 또한, 그는 번정에서도 재간을 발휘하였다. 간세이 2년 (1790년) 가정방역소(일본어: 価定方役所 あたいさだめかたやくしょ[*])를 설치해 물가 안정을 도모했다. 분카 2년 (1805년)에 에도에 번교 케이고칸(일본어: 敬楽館 けいごうかん[*])을 열어, 덴포 5년 (1834년)에는 타츠노에 문무연습소를 열어, 인재 육성에 노력했다.
에도 시대에 들어와 현지 생산의 콩, 밀, 아코산의 소금을 원료로 하는 간장 제조가 번성해, 덴포 연간 (1830년 ~ 1844년)에 이르러 융성했다. 간장 (특히 묽은 간장)은 현재도 타츠노 특산품으로 알려져 있다.
9대 야스오리도 지샤부교, 교토 쇼시다이, 노중으로 차츰차츰 승진했다. 덴포 13년 (1842년)에 에도의 번교를 페지, 타츠노의 문무 연습소를 번교 케이고칸(일본어: 敬楽館 けいごうかん[*])으로 하는 교육 개혁을 실시했다.
막부 말기 당시 번은 노중을 배출한 바 있어 좌막이었으며, 또한 막부 측도 타츠노번에 의지하고 있었다. 그러나, 10대 야스아야는 제 2차 초슈 정벌에 출병했지만, 하리마국내 아코군에서 진군을 멈췄다. 이후, 이 번은 근왕으로 전환되었고 , 게이오 4년 (1868년) 보신전쟁에서는 에치고에 출병하였다. 메이지 4년 (1871년), 폐번치현에 의해 타츠노현이 되었다. 그 후, 히메지현, 시카마현을 거쳐 효고현에 편입되었다. 번주 가문은 메이지 2년에 화족에 속해 메이지 17년 (1884년)에 자작이 되었다. 또 와카사키가는 전후에 도쿄로 이주할 때까지 타츠노에 머물렀기 때문에, 현지에서는 아직 와키사카가에 대한 경애의 마음이 남아있다고 한다.

## 역대 번주

### 혼다가
후다이 다이묘 5만석 (1617년 ~ 1627년)
1. 혼다 마사토모

### 오가사와라가
후다이 다이묘 6만석 (1627년 ~ 1632년)
1. 오가사와라 나가츠구

### 막부령
(1632년 ~ 1633년)

### 오카베가
후다이 다이묘 5만 3천석 (1633년 ~ 1636년)
1. 오카베 노부카츠

### 막부령
(1636년 ~ 1637년)

### 쿄고쿠가
토자마 다이묘 6만석 (1637년 ~ 1658년)
1. 교고쿠 다카카즈

### 막부령
(1658년 ~ 1672년)

### 와키자카가 (와키사카가)
토자마 다이묘 → 네가이후다이 → 후다이 다이묘 5만 3천석 → 5만 1천석 (1672년 ~ 1871년)
1. 와키자카 야스마사
2. 와키사카 야스테루
3. 와키사카 야스즈미
4. 와키사카 야스오키
5. 와키사카 야스히로
6. 와키사카 야스자네
7. 와키사카 야스치카
8. 와키사카 야스타다
9. 와키사카 야스오리
10. 와키사카 야스아야

## 막부 말기의 영지
- 하리마국
  - 시키사이군 4개 마을
  - 잇토군 68개 마을
  - 잇사이군 62개 마을
- 미마사카국
  - 아이다군 11개 마을 (타즈다번에 편입)
  - 마시마군 5개 마을

위에 써있는 곳 이외에, 잇토군 9개 마을, 아코군 24개 마을, 아쇼군 17개 마을의 막부령을 맡았다. (변쳔의 자세한 내용은 불명). 또한 미마사카국 쇼보쿠군 3개 마을, 쇼난군 31개 마을, 쿠메호쿠죠군 22개 마을, 쿠메난죠군 29개 마을의 막부령 (구 하마다번령)을 맡았지만, 전역이 타즈다번에 편입되었다.

## 관련목록
- 엔묘류
- 지키신카게류 검술
- 신교토류
- 류코류
- 코니시 이츄
- 타츠노 신사

## 같이 보기
- 폐번치현